# آندرو فونتاس
آندرو فونتاس بازیکن فوتبال اهل اسپانیا می‌باشد که در تیم باشگاهی بارسلونا در پست مدافع بازی می‌کرد.